# Arsenio Marengula

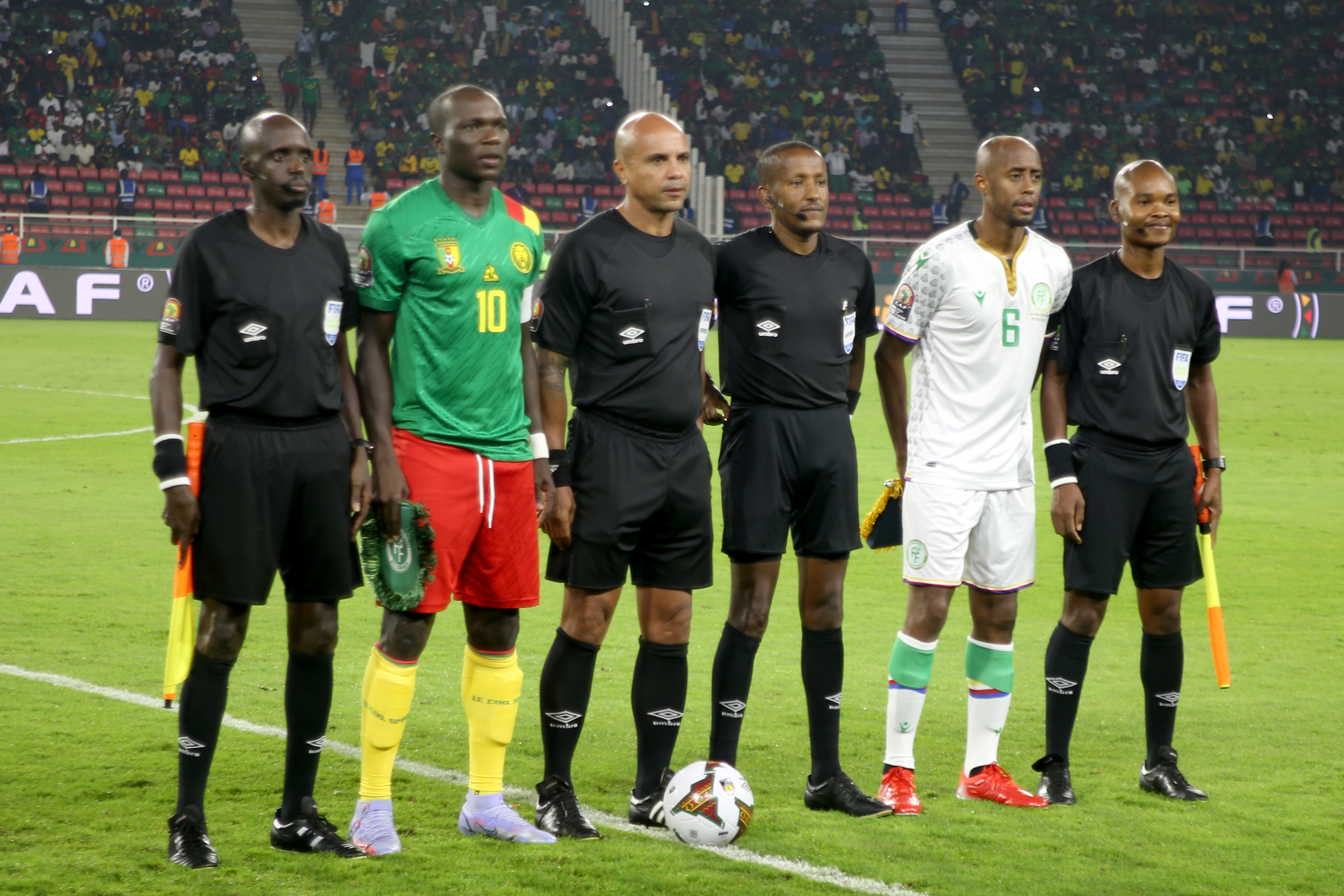
Arsenio Marengula (rechts) als Teil des Schiedsrichtergespanns von Bamlak Tessema Weyesa im Achtelfinale des Afrika-Cups 2022

Arsenio Chadreque Marengula (* 30. Juni 1986) ist ein mosambikanischer Fußballschiedsrichterassistent. Er steht als dieser seit 2010 auf der Liste der FIFA-Schiedsrichter.

## Karriere
Als Assistent begleitete er unter anderem Spiele der U-17-Weltmeisterschaft 2015 und 2017 sowie bei Olympia 2020 und mehreren Afrika-Cups. Zur Weltmeisterschaft 2022 wurde er ins Aufgebot der Assistenten berufen.